# Magnus Ier de Saxe-Lauenbourg
Magnus Ier est un prince de la maison d'Ascanie né le 1er janvier 1470 et mort le 1er août 1543. Il règne sur le duché de Saxe-Lauenbourg de 1507 à sa mort.

## Biographie
Magnus Ier est le fils aîné du duc Jean V de Saxe-Lauenbourg et de son épouse Dorothée de Brandebourg (1446-1519). Il succède à son père à sa mort, en 1507. Il introduit la Réforme protestante dans ses États en 1531 et se convertit au luthéranisme.

## Mariage et descendance
Le 20 novembre 1509, Magnus Ier épouse la princesse Catherine de Brunswick-Wolfenbüttel (en) (1488 – 29 juin 1563), fille du duc Henri Ier de Brunswick-Wolfenbüttel. Ils ont six enfants :
- François Ier de Saxe-Lauenbourg (1510-1581), duc de Saxe-Lauenbourg ;
- Dorothée (1511-1571), épouse en 1525 le futur roi de Danemark et de Norvège Christian III ;
- Catherine (1513-1535), épouse en 1531 le roi de Suède Gustave Ier Vasa ;
- Claire (1518-1576), épouse en 1547 le duc François de Brunswick-Lunebourg ;
- Sophie (1521-1571), épouse en 1537 le comte Antoine Ier d'Oldenbourg ;
- Ursule (1523-1577), épouse en 1551 le duc Henri V de Mecklembourg-Schwerin.